# Cornelia Sideri
Cornelia Sideri, född 29 december 1938, död 11 november 2017 var en rumänsk kanotist.
Sideri blev olympisk bronsmedaljör i K-2 500 meter vid sommarspelen 1964 i Tokyo.